# Łodzia
Łodzia (Lodzic, Łodzic, Navis, Nawa) was een Poolse heraldische clan (ród herbowy) van middeleeuws Polen en later het Pools-Litouwse Gemenebest.

## Achtergrond
Łodzia is het oud-Poolse woord voor boot. Het zegel van Wojciech van Krośno uit 1303 wordt gezien als het oudste zegel met het Łodzia-wapen. Het oudste document met een vermelding naar de clan stamt uit 1411. Het clangebied was verspreid over Kalisz, Posen en Sieradz. De Unie van Horodło bracht de clan naar Litouwen.
Hoewel de heren van Bniński en Gorka in macht groeiden, bleven velen andere Łodzia-families in de schaduw.
De historicus Tadeusz Gajl heeft 277 Poolse Łodzia-clanfamilies geïdentificeerd.

## Telgen
De clan bracht de volgende bekende telgen voort:
- Huis Bniński
  - Graaf Adolf Bniński, senator
  - Graaf Aleksander Bniński, minister
  - Andrzej Bniński, bisschop
  - Graaf Konstanty Bniński, senator en ridder in de Orde van de Witte Adelaar
  - Graaf Łukasz Bniński, ridder in de Orde van de Witte Adelaar
  - Piotr van Bnina Moszyński, bisschop
- Opaliński
  - Andrzej Opaliński, bisschop
  - Łukasz de Bnin Opaliński, staatsman
  - Łukasz de Bnin Opaliński, dichter
  - Jan Opaliński, starost en vader van koningin Catharina Opalińska
- Piotr Tomicki, bisschop
- Stefan Czarniecki, generaal
- Graaf Zygmunt Kurnatowski, generaal

## Variaties op het wapen van Korab

Wapen van de graven Bniński
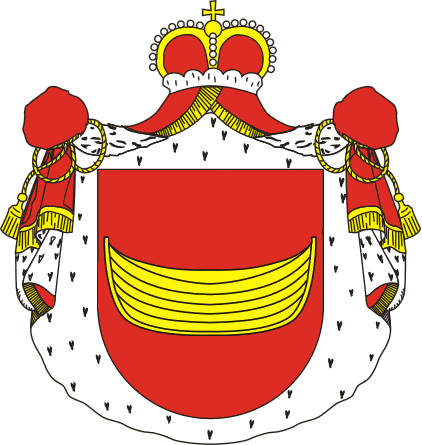
Wapen van prinses Poniński

## Galerij

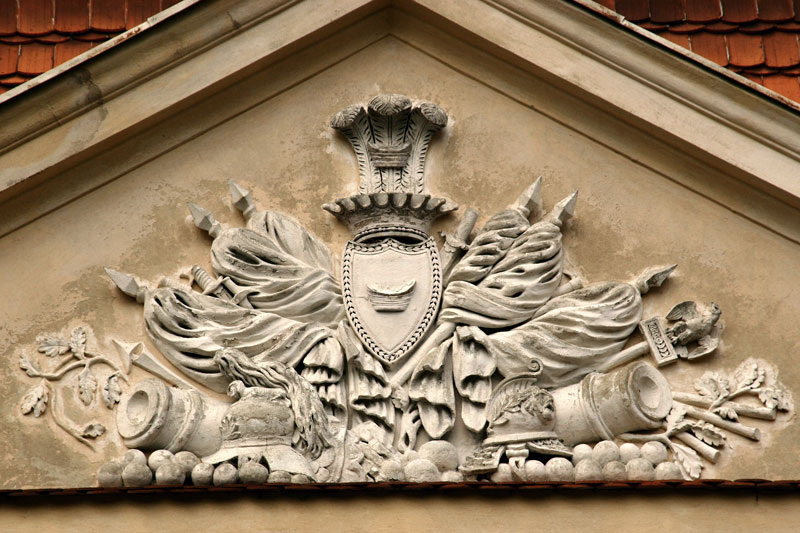
Wapen van Łodzia op het Gułtowypaleis
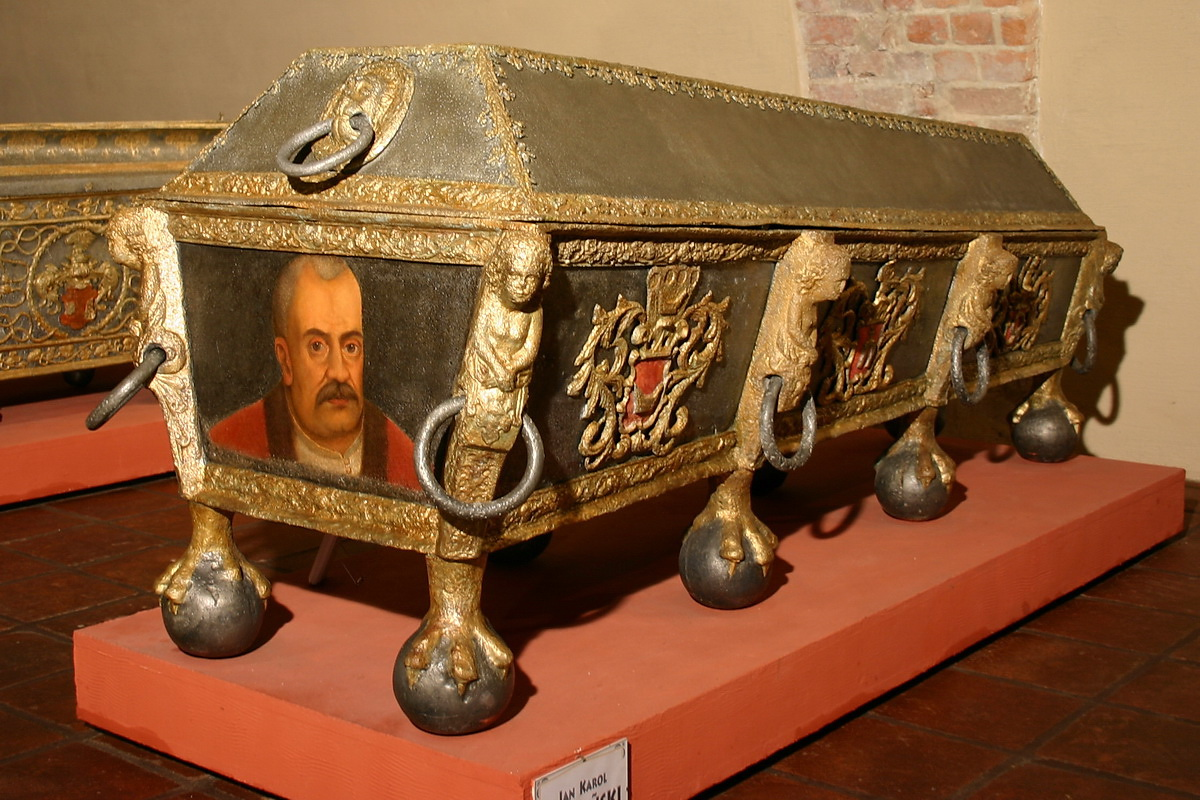
Wapen van Łodzia op de sarcofaag van Jan Opaliński
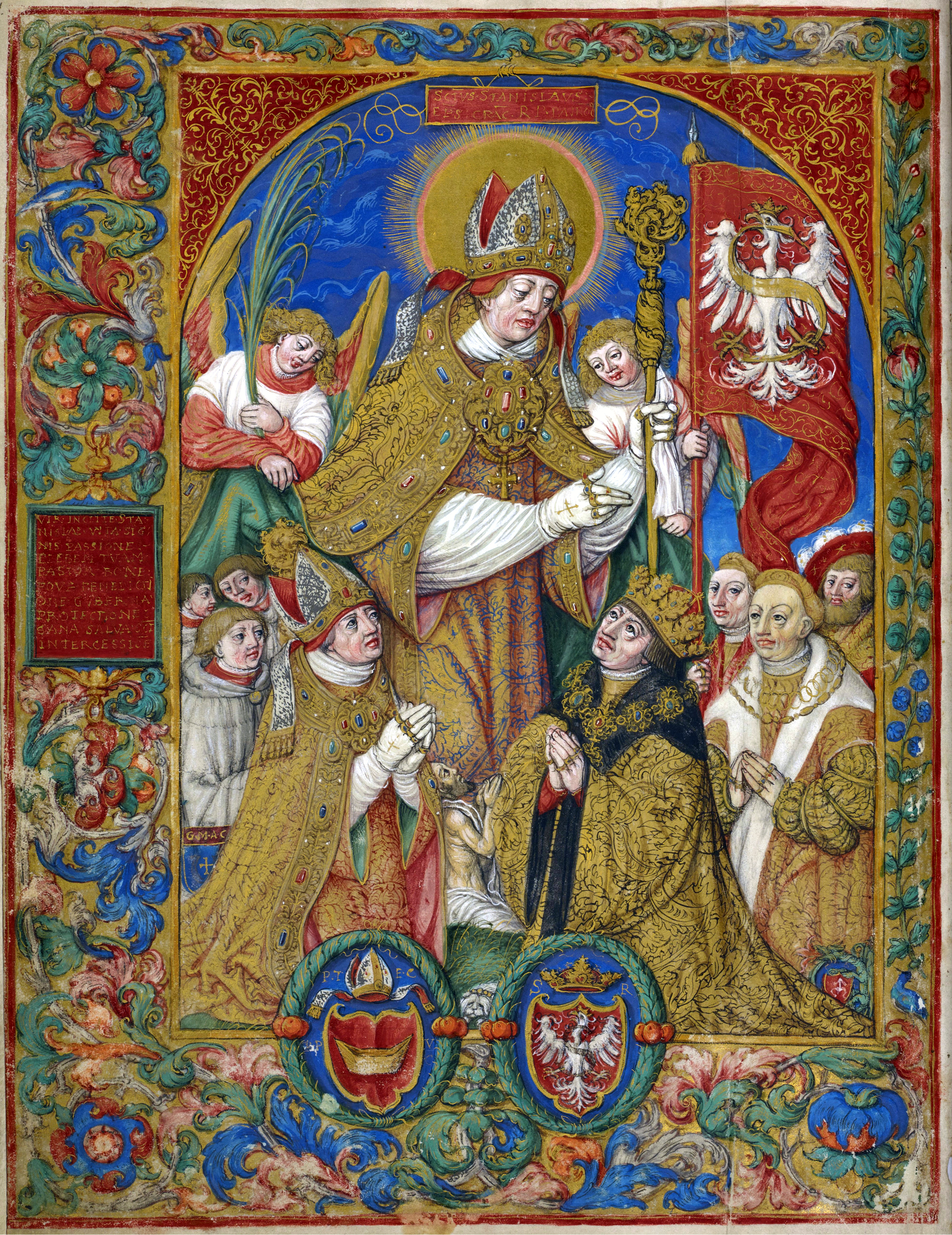
Piotr Tomicki, clan Łodzia, afgebeeld op een schilderij